# Compagnie tunisienne de navigation
Pour les articles homonymes, voir CTN.
La Compagnie tunisienne de navigation (CTN) est une compagnie tunisienne de navigation maritime assurant des liaisons régulières entre la Tunisie et les ports de Marseille et Gênes (passagers et marchandises) ainsi que Barcelone et Livourne (marchandises).

## Histoire
Fondée le 7 mars 1959, son premier objectif est de mettre en place des lignes régulières entre la Tunisie et ses principaux partenaires commerciaux. Ainsi, à l'époque, les rotations s'organisent essentiellement sur Marseille et Rouen. Mais, sans tarder, les navettes s'étendent pour toucher le Benelux, l'Allemagne, l'Italie et l'Espagne à la faveur de la diversification du commerce extérieur tunisien.
Au cours des années 1970, la CTN multiplie ses activités dans le cabotage pétrolier, le transport de pétrole brut, le transport de produits chimiques et alimentaires et le transport de passagers avec la mise en service en 1978 du ferry Habib entre Tunis, Marseille et Gênes. C'est ainsi qu'en plus des cargos de lignes, la société achète les vraquiers Moularès et S'hib en 1976-1977 et El-Kef en 1982. Après avoir converti et rodé ses services à la technique « roll-on - roll-off », la CTN s'attelle au renouvellement de sa flotte. C'est ainsi qu'elle prend livraison en 1977 du El-Jem et du Tozeur puis, en 1979, du Bizerte et du Kairouan. Contrainte de se remettre en cause face à l'évolution du monde maritime, la CTN vend progressivement ses anciens navires pour pouvoir se recentrer sur son activité essentielle : le trafic de ligne.
Ainsi, elle renouvelle progressivement sa flotte avec la mise en service de deux grands rouliers de 18 000 tonneaux de jauge brute : Ulysse et Salammbô 7. En juin 1999, le ferry Carthage, construit en Norvège, jette l'ancre à La Goulette. Capable d'accueillir 2 208 passagers et 666 voitures, avec une vitesse de 23,5 nœuds, il défraye alors la chronique. Un nouveau ferry, Tanit, baptisé du nom d'une déesse phénicienne, est lancé en juin 2012 ; il a une capacité de 3 200 passagers et 1 060 véhicules. En 2016, la CTN signe un partenariat avec la société Maritime Tunisian Lines, faisant état de l'ouverture d'une ligne maritime entre le port de Sfax et Novorossiïsk. Le 5 juillet 2017, la CTN inaugure une ligne maritime entre Marseille et Zarzis, dont les rotations deviennent régulières en 2018 grâce au ferry Carthage.

## Flotte

### Actuelle
En 2021, la Compagnie tunisienne de navigation exploite six navires, deux ferries et quatre rouliers.
| Navire   | Type         | Mise en service | Entrée dans la flotte | Tonnage (UMS) | Longueur | Largeur | Passagers | Véhicules         | Vitesse    | Statut     | Trajets assurés                                                           | Image    |
| -------- | ------------ | --------------- | --------------------- | ------------- | -------- | ------- | --------- | ----------------- | ---------- | ---------- | ------------------------------------------------------------------------- | -------- |
| Tanit    | Cruise-ferry | 2012            | 2012                  | 52 645        | 210 m    | 30 m    | 3 200     | 1 060             | 28 nœuds   | En service | Tunis - Marseille/Gênes                                                   | Tanit    |
| Carthage | Cruise-ferry | 1999            | 1999                  | 31 647        | 180 m    | 27,50 m | 2 208     | 666               | 23,5 nœuds | En service | Tunis - Marseille Tunis - Gênes, Zarzis - Marseille/Gênes (été seulement) | Carthage |
| Amilcar  | Roulier      | 2000            | 2010                  | 22 900        | 193 m    | 26 m    | 12        | 2 640 m linéaires | 21,5 nœuds | En service | Tunis - Marseille, Tunis - Gênes                                          | Amilcar  |
| Elyssa   | Roulier      | 2000            | 2010                  | 22 900        | 193 m    | 26 m    | 12        | 2 640 m linéaires | 21,5 nœuds | En service | Tunis - Gênes Tunis - Barcelone, Tunis - Sagonte                          | Elyssa   |
| Salammbo | Roulier      | 1997            | 1997                  | 17 907        | 161,50 m | 25,80 m | 100       | 1 950 m linéaires | 20 nœuds   | En service | Tunis - Livourne                                                          |          |
| Ulysse   | Roulier      | 1997            | 1997                  | 17 907        | 161,50 m | 25,80 m | 100       | 1 950 m linéaires | 20 nœuds   | En service | Tunis - Gênes                                                             |          |

### Ancienne
| Navire                | Mise en service | Entrée dans la flotte        | Sortie de la flotte | Type         | Tonnage (UMS) | Trajets assurés                  | Image  |
| --------------------- | --------------- | ---------------------------- | ------------------- | ------------ | ------------- | -------------------------------- | ------ |
| Moularès              | 1976            | 1976                         | ?                   | Roulier      |               |                                  |        |
| S'hib                 | 1976            | 1977                         | 1999                | Roulier      |               |                                  |        |
| El-Jem                | 1977            | 1977                         | 1997                | Roulier      |               |                                  |        |
| Tozeur                | 1977            | 1977                         | 2000                | Roulier      |               |                                  |        |
| Habib                 | 1978            | 1978                         | 2012                | Cruise-ferry |               | Tunis - Gênes, Tunis - Marseille | Habib. |
| Bizerte               | 1979            | 1979                         | ?                   | Roulier      |               |                                  |        |
| Kairouan              | 1979            | 1979                         | 1999                | Roulier      |               |                                  |        |
| Elefthérios Venizélos | 1992            | 2004 (loué en été seulement) | 2012                | Cruise-ferry | 38 261        | Tunis - Gênes, Tunis - Marseille |        |